# Flugplatz Ouakam

i7
i11
i13
Der Flugplatz Ouakam (französisch Base de Ouakam) war der erste Flugplatz für Dakar, die Hauptstadt des damaligen Französisch-Westafrika (seit 1961 Hauptstadt des Senegal). Der Flugplatz wurde nahe der Westküste der Cap-Vert-Halbinsel bei der ursprünglich weit außerhalb liegenden Ortschaft Ouakam errichtet und wurde bis 1946 sowohl zivil als auch militärisch genutzt. Er wurde durch den Flughafen Dakar-Yoff ersetzt. Das Flugplatzareal ist Teil des 1996 gebildeten Stadtbezirks Mermoz-Sacré Cœur.

## Geographische Lage
Das Flugplatzgelände mit seinen zwei Pisten lag nach Aufgabe der Nutzung noch lange Jahre unverändert da. Erst  das Wachstum von Dakar zur Millionenmetropole hat zu einer Umnutzung des zwischen den Stadtvierteln Mermoz im Westen und Sacré Cœur im Osten liegenden Areals geführt, sodass nach der Jahrtausendwende die Auswertung von Satellitenbildern und der Vergleich mit einem Stadtplan nach dem Stand von 1987 nur eine ungefähre Rekonstruktion der beiden Flugpisten erlaubt. Der Kreuzungspunkt der beiden Pisten ist hier in den Koordinaten angegeben worden.
Die 1850 Meter lange Piste 06/24 wurde zwischenzeitlich einbezogen in die Magistrale zwischen der Avenue Cheikh Anta Diop (früher: Route de Ouakam) im Westen und dem Stadtbezirk Sicap-Liberté im Osten und ist teilweise noch bezeichnet als Ancienne Piste.
Von der Piste 18/36 ist nördlich der Koordinaten noch ein ursprüngliches Stück asphaltierte Piste von 320 Meter Länge und 70 Meter Breite erhalten; der Rest ist überbaut. Das Südende lag ebenfalls an der Avenue Cheikh Anta Diop, allerdings neben dem rond point mit der Stele für Jean Mermoz. Die überbaute Flugpiste lässt sich aus dem Satellitenbild an der Grundstücks- und Gebäudestruktur noch erkennen. Demnach wäre sie von der Stele Mermoz bis zum Nordende des Pistenrelikts 1250 Meter lang; mit Einschluss einer Neubebauung am Nordende des Pistenrests kann von 1450 Meter ausgegangen werden.

## Geschichte
Große Bedeutung hatte Ouakam seit dem ersten Drittel des 20. Jahrhunderts, denn in den 1920er- und 1930er-Jahren mussten Flugzeuge, die von Europa nach Südamerika unterwegs waren, zum Auftanken zwischenlanden, was häufig hier geschah. Die für die militärische und zivile Luftfahrt genutzte Basis erwies sich jedoch bald als unzureichend. Schon 1937 legten Air France, Lufthansa, Ala Litoria, Imperial Airways und British Airways dort regelmäßig Zwischenstopps ein.
Während des Zweiten Weltkriegs suchten französische Ingenieure 1941 einen Platz für einen größeren Flughafen. Sie wählten dafür schließlich die Ebene von Yoff, direkt nördlich an Ouakam angrenzend. Im Juni 1944 wurde der Flughafen Dakar-Yoff in Betrieb genommen und die Basis Ouakam wurde pallel dazu noch bis 1946 genutzt.